# PGA快運航空
PGA快運（PGA Express）曾是一個總部位於Cascais Municipal Aerodrome的葡萄牙區域航空。它曾是Portugália Airlines的子公司，因此它也是TAP葡萄牙航空的子公司。PGA快運曾被授權這兩家航空公司的西班牙航線。
2014年3月21日，TAP葡萄牙航空宣布將引進兩家ATR42-600型客機並交予葡萄牙人航空運營，以替換其旗下PGA快運的兩架比奇1900D。然而，由於白色航空直接以TAP葡萄牙人航空運營這兩架ATR42，這讓PGA快運的情況變得不清楚，因為它不再運營任何的航班。

## 機隊
截至2015年4月，PGA 快運已不再運營任何飛機，因為兩架比奇1900D已被淘汰，而它們的替代機型也不由PGA 快運運營。